# Contai
Contai là một thành phố và khu đô thị của quận Medinipur thuộc bang Tây Bengal, Ấn Độ.

## Địa lý
Contai có vị trí 21°47′B 87°45′Đ / 21,78°B 87,75°Đ Nó có độ cao trung bình là 6 mét (19 feet).

## Nhân khẩu
Theo điều tra dân số năm 2001 của Ấn Độ, Contai có dân số 77.497 người. Phái nam chiếm 52% tổng số dân và phái nữ chiếm 48%. Contai có tỷ lệ 82% biết đọc biết viết, cao hơn tỷ lệ trung bình toàn quốc là 59,5%: tỷ lệ cho phái nam là 85%, và tỷ lệ cho phái nữ là 78%. Tại Contai, 10% dân số nhỏ hơn 6 tuổi.